# Primeiro-ministro do País de Gales
O Primeiro-ministro do País de Gales, oficialmente Ministro Principal de Gales (em inglês: First Minister of Wales; em galês:  Prif Weinidog Cymru) é o líder do governo galês e guardião do Selo Galês. O primeiro-ministro preside o Gabinete Galês e é o principal responsável pela formulação, desenvolvimento e apresentação da política do Governo Galês. Funções adicionais do primeiro-ministro incluem promover e representar o País de Gales em caráter oficial, em casa e no exterior, e responsabilidade por assuntos constitucionais, no que se refere à devolução e ao governo galês.
O primeiro-ministro é um membro do Senedd e é nomeado pelo Senedd (Parlamento Galês; em galês: Senedd Cymru), antes de ser oficialmente nomeado pelo Monarca. Membros do Gabinete Galês e ministros juniores do Governo Galês, bem como agentes da lei, são nomeados pelo primeiro-ministro. Como chefe do Governo Galês, o primeiro-ministro é diretamente responsável perante o Senedd por suas ações e pelas ações do Governo Galês. O gabinete principal do primeiro-ministro fica em Tŷ Hywel, que fica ao lado do edifício do Senedd na Baía de Cardiff.  Um escritório adicional também é mantido no Crown Buildings, Cathays Park, Cardiff, que é a sede do governo galês.
A atual primeira-ministra do País de Gales é Eluned Morgan, Baronesa Morgan de Ely, que está no cargo desde agosto de 2024.  O Senedd nomeou-a como Primeira-Ministra em 6 de agosto de 2024, com Carlos III a fazer a nomeação no mesmo dia.  

## Terminologia
Quando inicialmente estabelecido sob a Lei do Governo do País de Gales de 1998, Seção 53(1), o cargo era conhecido como Primeiro Secretário da Assembleia (em galês: Prif Ysgrifennydd y Cynulliad),  uma vez que o País de Gales recebeu uma assembleia e um executivo menos poderosos do que a Irlanda do Norte ou a Escócia. A escolha do título também foi atribuída ao fato de que o termo galês para First Minister, Prif Weinidog, também pode ser traduzido como Primeiro-Ministro, então um título diferente foi escolhido para evitar confusão com o primeiro-ministro do Reino Unido. A mudança de título ocorreu depois que os Democratas Liberais formaram um governo de coalizão com o Partido Trabalhista na Assembleia Nacional em outubro de 2000. A Lei do Governo do País de Gales de 2006 permitiu que o cargo fosse oficialmente conhecido como "First Minister" e também tornou o primeiro ministro Guardião do Selo Galês.  

## Nomeação
Os candidatos ao cargo de primeiro-ministro são indicados pelos membros do Senedd .  Os membros elegem o primeiro-ministro por maioria de votos.  Se ninguém obtiver a maioria dos votos emitidos no primeiro escrutínio, haverá novos escrutínios até que a maioria vote em um candidato. Este processo não requer maioria absoluta do Senedd (atualmente 31 dos 60 membros).
Uma vez concluído este processo, o presidente envia uma carta formal ao Monarca, que deve então nomear o candidato para o cargo de Primeiro-Ministro. 
Em dezembro de 2023, Mark Drakeford anunciou sua intenção de renunciar e permaneceu no cargo até ser substituído por Vaughan Gething em 20 de março de 2024, como resultado da eleição da liderança do Partido Trabalhista Galês.   
Em 16 de julho de 2024, Gething anunciou sua intenção de renunciar ao cargo de primeiro-ministro.  Em 24 de julho de 2024, Eluned Morgan foi eleito sucessor de Gething como líder do Partido Trabalhista Galês. Ela o sucedeu como Primeira-Ministra,  depois que o Senedd a nomeou formalmente como primeira-ministra em 6 de agosto de 2024, com o Rei Carlos III aprovando a nomeação no mesmo dia.  

## Lista de eleições contestadas
| Partido |                       | Trabalhista Galês |
| Partido | Plaid Cymru           |                   |
| Partido | Conservadores Galeses |                   |

| Mandato Parlamentar | Data                   | Candidatos         | Votos |
| ------------------- | ---------------------- | ------------------ | ----- |
| 5ª Assembleia       | 11 de maio de 2016     | Carwyn Jones       | 29    |
| 5ª Assembleia       | 11 de maio de 2016     | Leanne Wood        | 29    |
| 5ª Assembleia       | 12 de dezembro de 2018 | Mark Drakeford     | 30    |
| 5ª Assembleia       | 12 de dezembro de 2018 | Paul Davies        | 12    |
| 5ª Assembleia       | 12 de dezembro de 2018 | Adam Price         | 9     |
| 6º Senedd           | 20 de março de 2024    | Vaughan Gething    | 27    |
| 6º Senedd           | 20 de março de 2024    | Andrew R.T. Davies | 13    |
| 6º Senedd           | 20 de março de 2024    | Rhun ap Iorwerth   | 11    |
| 6º Senedd           | 6 de agosto de 2024    | Eluned Morgan      | 28    |
| 6º Senedd           | 6 de agosto de 2024    | Andrew R.T. Davies | 15    |
| 6º Senedd           | 6 de agosto de 2024    | Rhun ap Iorwerth   | 12    |
| 6º Senedd           | 6 de agosto de 2024    | Abstenções         | 1     |

## Papel
Nos termos do disposto na Lei do Governo do País de Gales de 1998, as funções executivas são conferidas ao Senedd e depois delegadas separadamente ao primeiro-ministro e a outros ministros e funcionários do Gabinete, conforme apropriado. 
Até a Lei do Governo de Gales de 2006, esses eram poderes delegados do governo do Reino Unido. Contudo, desde que essa lei entrou em vigor em Maio de 2007, o primeiro-ministro foi nomeado pelo monarca e representa a Coroa no País de Gales.  Embora isso faça pouca diferença prática, foi uma grande mudança simbólica, pois pela primeira vez o chefe de governo no País de Gales é nomeado pela Coroa, seguindo o conselho dos representantes eleitos do povo galês.
O primeiro-ministro nomeia os ministros galeses, os vice-ministros galeses e o Conselheiro Geral do País de Gales (conhecidos coletivamente como Governo Galês), com a aprovação do soberano britânico. 
Desde a separação entre o legislativo e o executivo com a promulgação da Lei do Governo de Gales de 2006 (mediante a nomeação do primeiro-ministro, em 25 de maio de 2007), os ministros galeses exercem funções por direito próprio. Quaisquer transferências adicionais de funções executivas do Governo do Reino Unido serão feitas diretamente aos Ministros Galeses (com seu consentimento) por uma Ordem em Conselho aprovada pelo Parlamento.
O primeiro-ministro é responsável por:
- Exercício de funções pelo Gabinete do Governo do País de Gales
- Desenvolvimento de políticas e coordenação de políticas
- As relações com o resto do Reino Unido, Europa e País de Gales no exterior
- Pessoal/Serviço Civil.